# Джакомо Каведоне
Джакомо Каведоне (також відомий як Джакомо Каведоні;  1577, Сассуоло —  1660, Болонья) — італійський художник епохи бароко, представник Болонської школи у живописі.

## Біографія
Каведоне належав до покоління художників, які надихались або наслідували твори Карраччі. До їх числа належали Джованні Андреа Дондуччі (Мастеллета), Аллессандро Тіаріні, Лучіо Массарі, Леонелло Спада та Лоренцо Гарб'єрі. 
Каведоне зміг отримати трирічну стипендію, завдяки якій став учнем у Бернардіно Бальді та Аннібале Карраччі. Восени 1609 року він працював під керівництвом Гвідо Рені у Римі протягом одного року, де на нього справили враження твори Караваджо. Також у 1612—1613 роках працював у Венеції. Набутий досвід дозволив стати одним з головних помічників Лодовіко Карраччі. Після смерті Лодовіко у 1619 році займав різні посади в Академії Карраччі.
На кар'єру художника вплинула низка особистих трагедій. Серед них падіння з церковного підвищення в 1623 році та смерть дружини і дітей від чуми у 1630 році. Енциклопедія Британіка 1911 року стверджує, що дружину художника звинуватили у чаклунстві. При цьому, в енциклопедії художника помилково називають Джакопо Кавендоне. Життєві потрясіння впливали на техніку художника, через що він створював роботи різної художньої цінності. Це відлякувало потенційних замовників і зменшувало гонорари митця.
Основні і найкращі роботи художника це «Поклоніння волхвів», «Чотири лікарі», «Таємна вечеря». Головний шедевр — великий вівтарний живопис у Пінакотеці Болоньї. Він включає картину на вівтарі «Мадонна з Немовлям та Святими Петроніо та Алою» (1614). Картини мають структуру під впливом творів Лодовіко Карраччі. Зображена Мадонна з її шатами, розташована вгорі над меценатами храму. Роботи виконані з насиченим тиціановським художнім колоритом. 
Учнями Каведоне були Джованні Андреа Сірані, Джованні Баттіста Кавацца, Оттавіо Корраді, Фламініо Торре.
Каведоне прожив до 1660 року і помер у злиднях.

## Вибранні твори
- Святий Стефан у славі (1601, Галерея Естенсе, Модена);
- Відкладання;
- Смерть святого мученика Петра (Національна пінакотека, Болонья);
- Хрещення Христа (1611—1612, Сан-П'єтро-Мартіре, Модена);
- Вівтар Сант'Ало (1614, Національна пінакотека, Болонья);
- Відкриття Чудотворного розп'яття в Бейруті (1622, Сан-Сальваторе, Болонья );
- Поклоніння пастухів (Сан-Паоло Маджоре, Болонья);
- Поклоніння королів (Сан-Паоло Маджоре, Болонья);
- Сидячий воїн з мечем і щитом (малюнок, прибл. 1612, Національна галерея мистецтв);
- Ескіз до «Таємної вечері»; реверс: Навернення св. Павла (Художній музей Фогга);
- Чудо хлібів і риб (малюнок, 1611—1614, музей Фіцвільяма, Кембридж);
- Юдіф з Олоферном та скарга Йова[8].

## Галерея

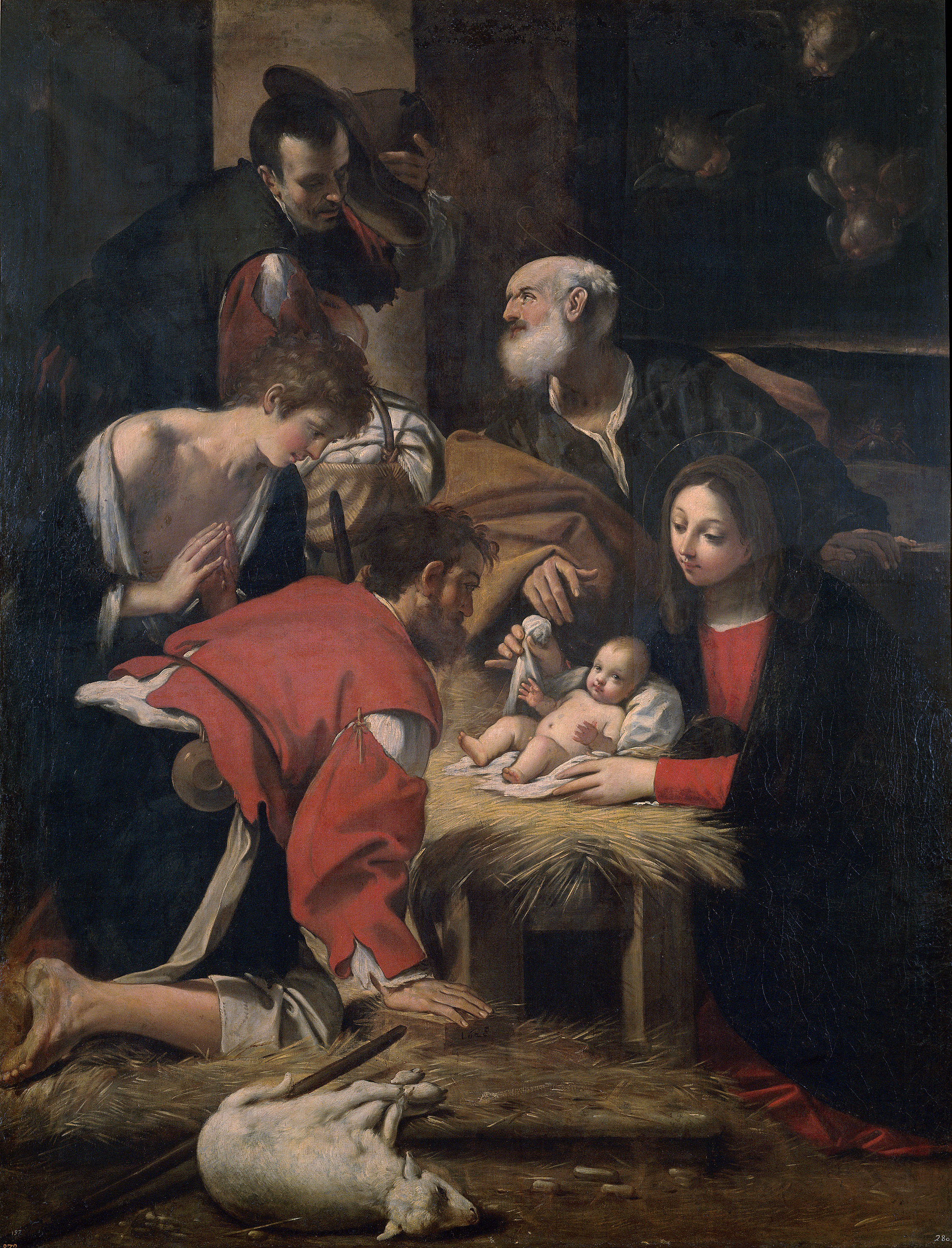
Поклоніння пастухів
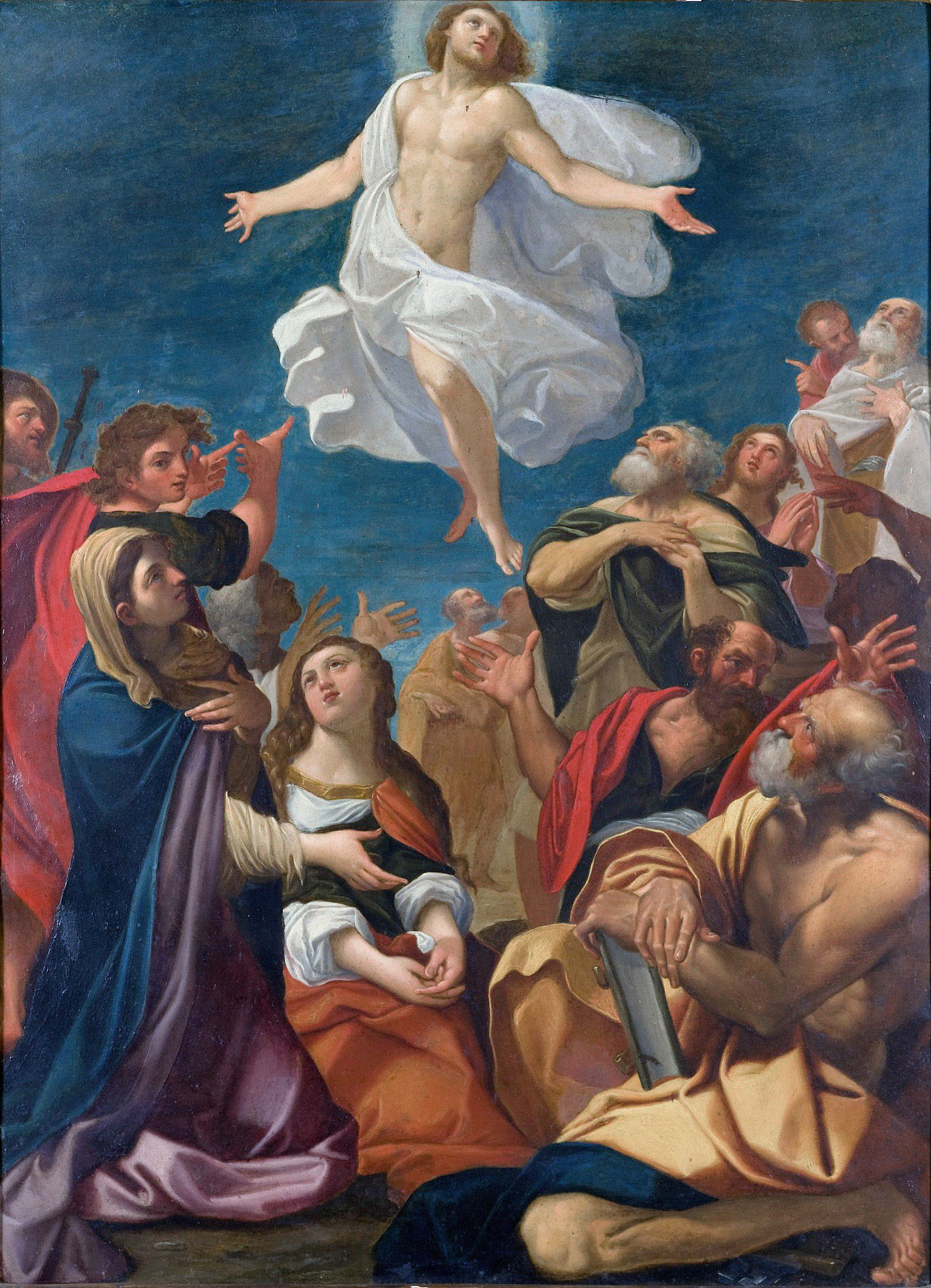
Вознесення Христа
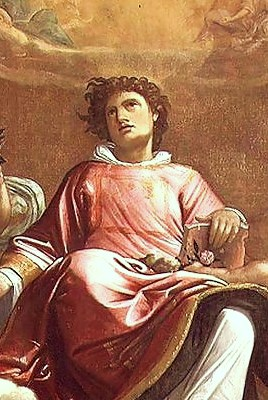
Святий Стефан
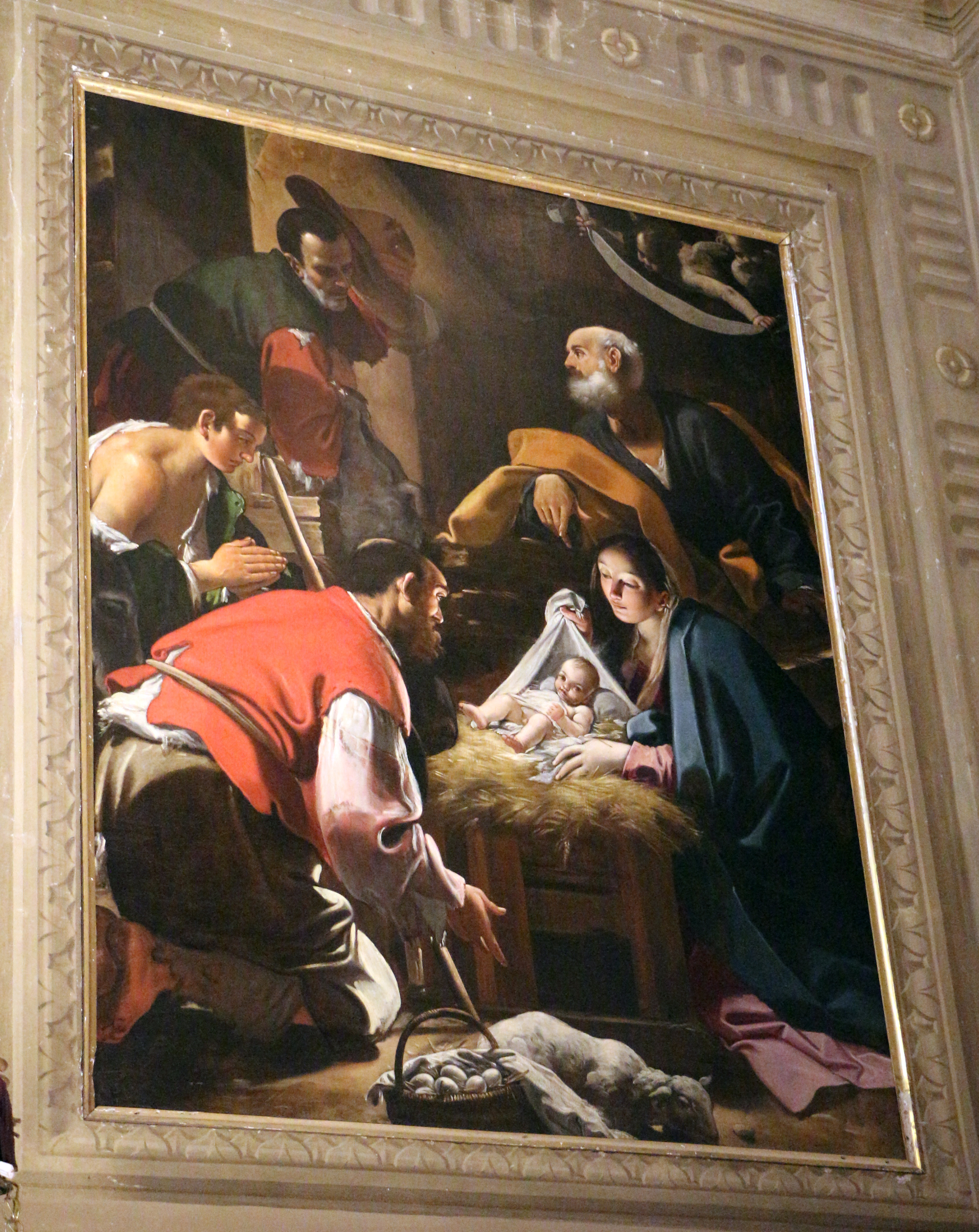
Поклоніння пастухів, 1612
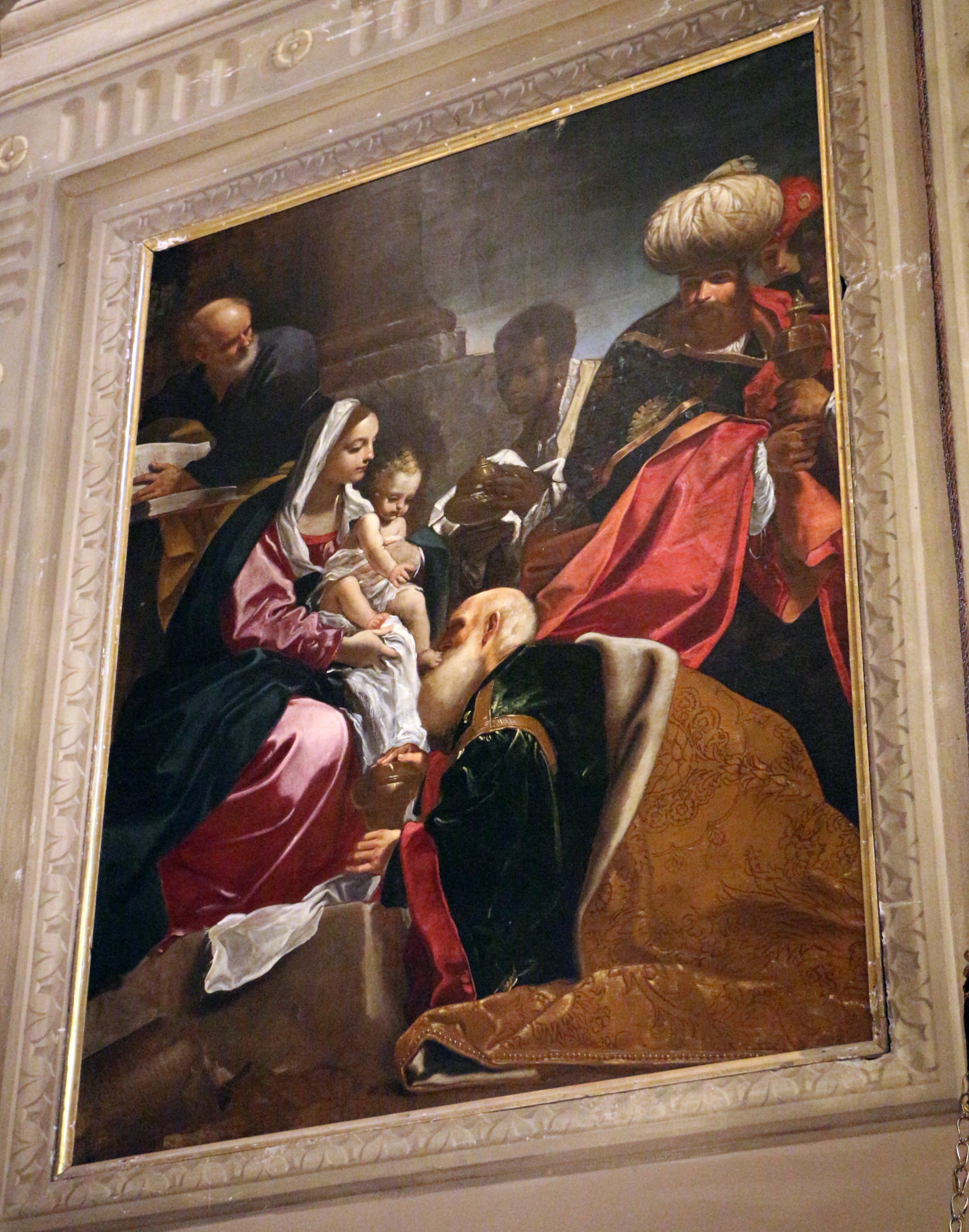
Поклоніння волхвів
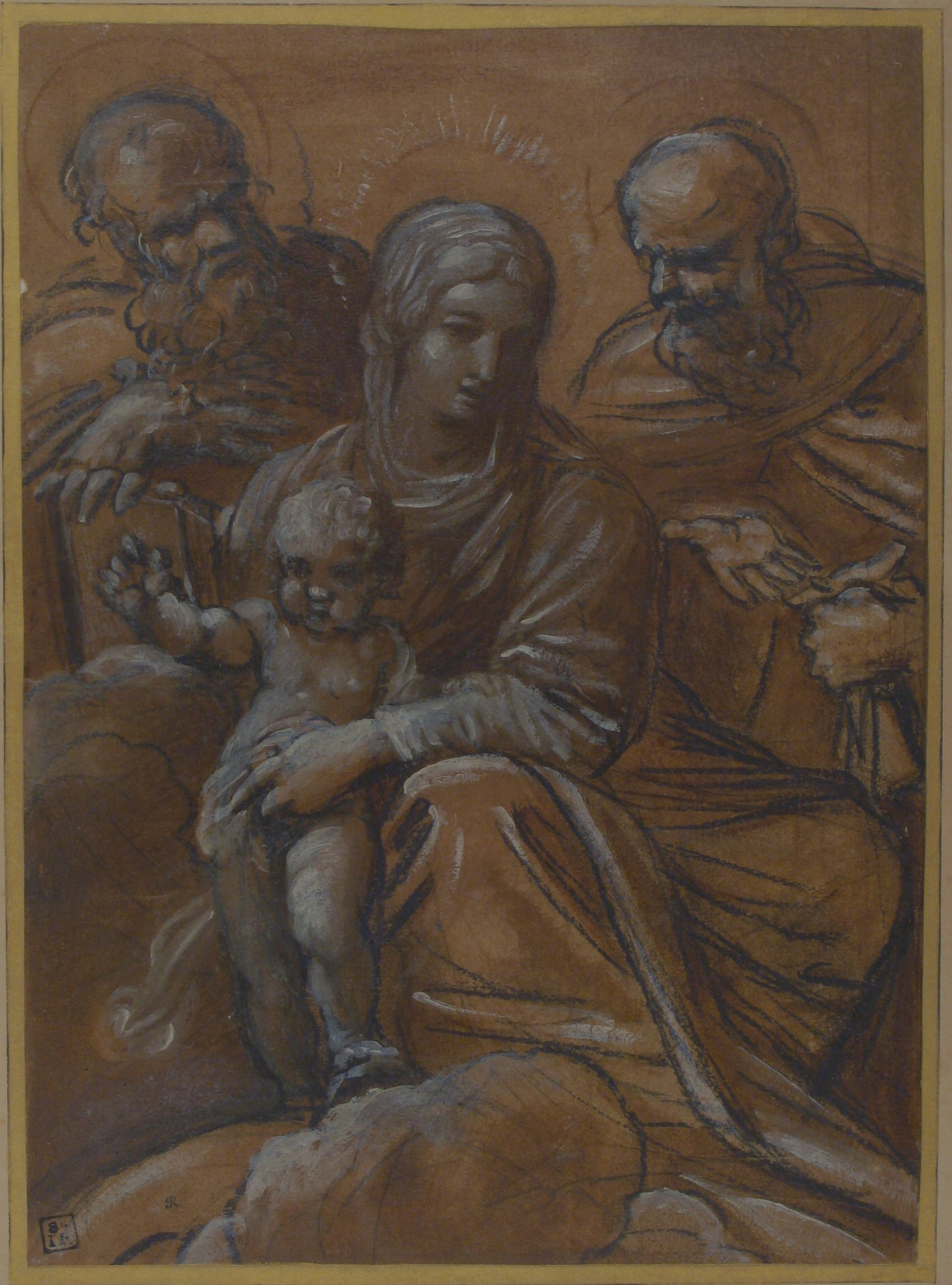
Діва з дитям та двома святими
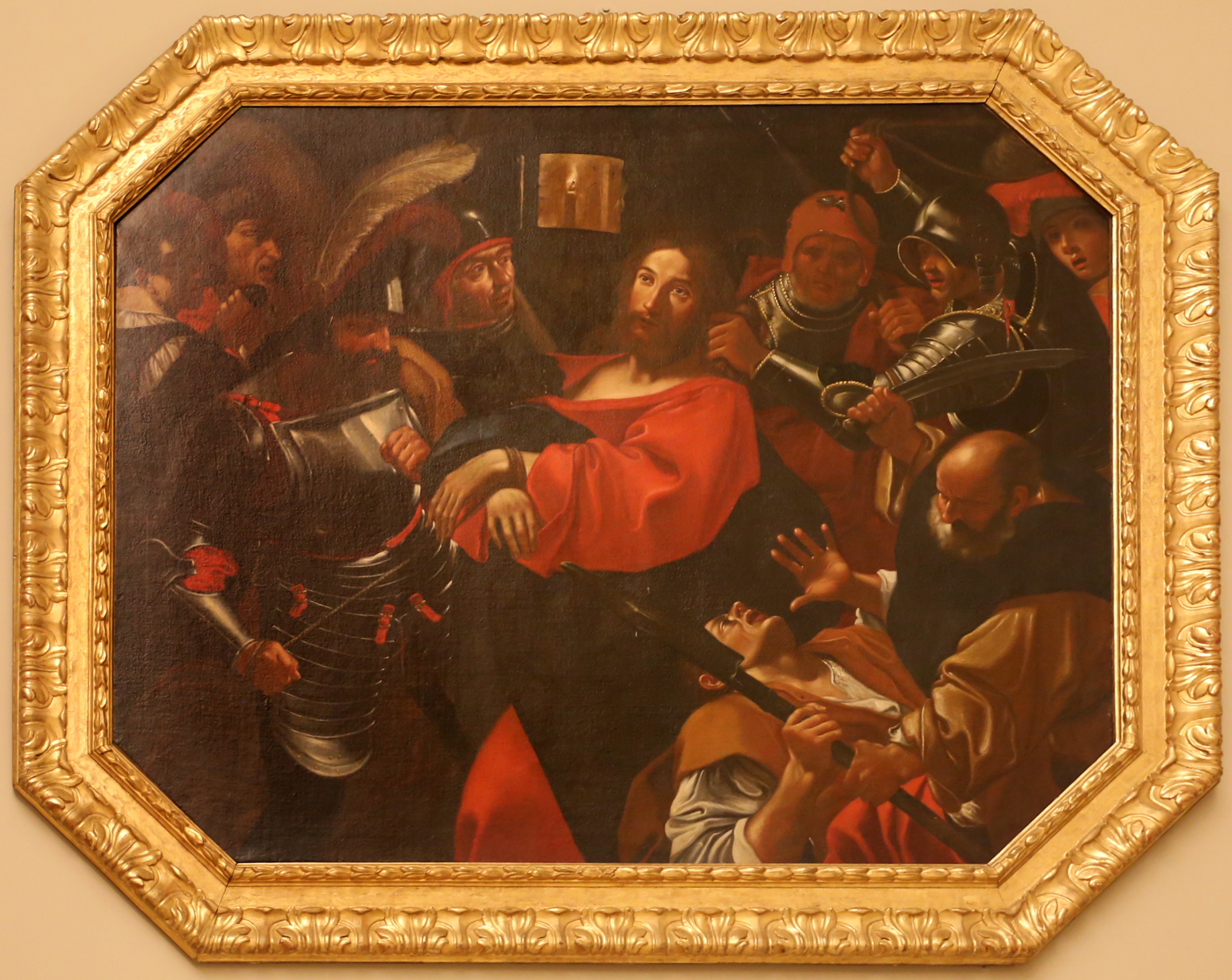
Страсті Христові, близько 1620—1630-х років
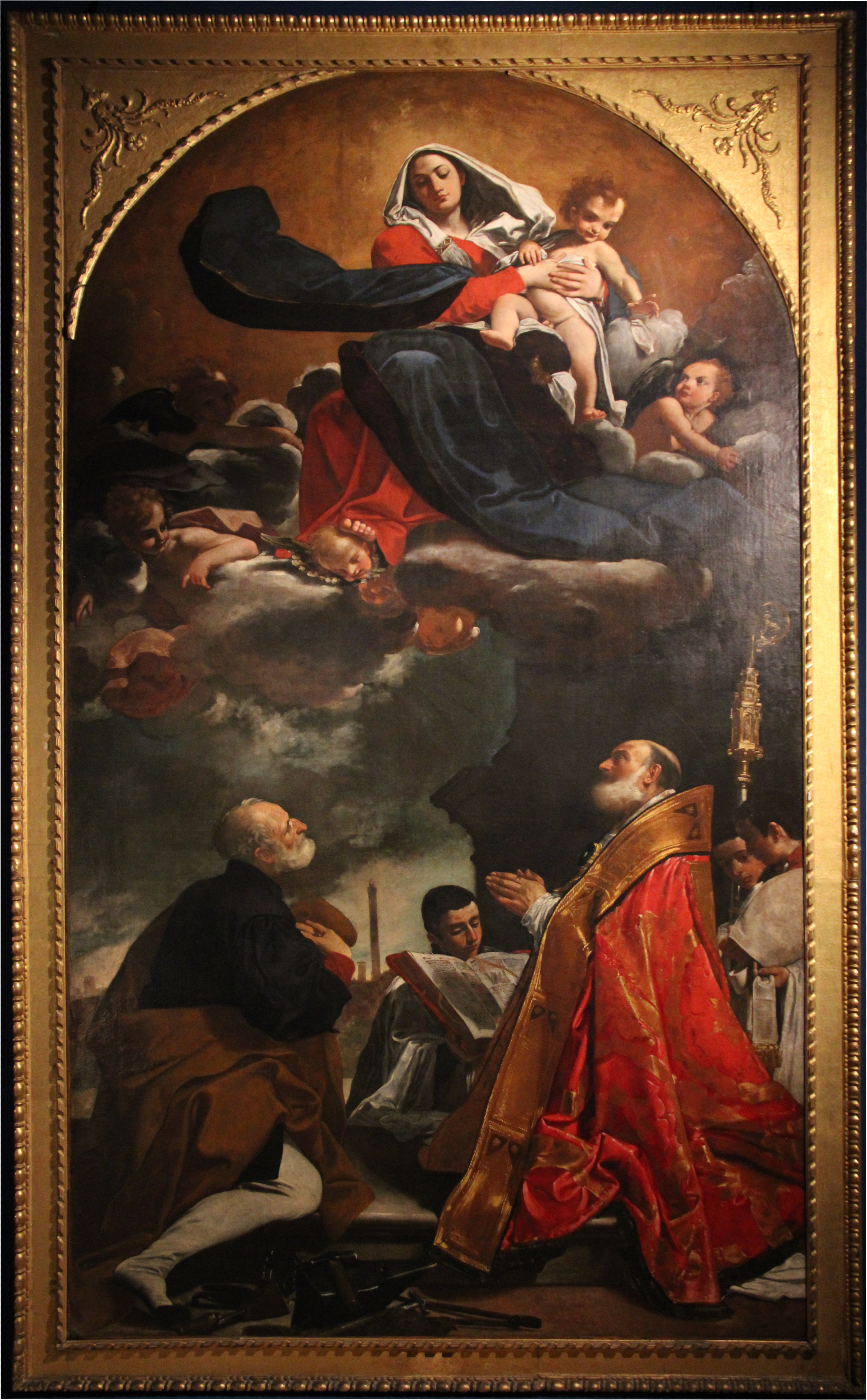
Джакомо Каведоне, Мадонна з Немовлям та Святими Петроніо та Алою» 1614 рік